# Nude with Boots
Albums de Melvins
(A) Senile Animal
(2006) Live from London 2006
(2008)
Nude With Boots est un album des Melvins, sorti en 2008 sur le label Ipecac Recordings. Enregistré avec le même personnel que son prédécesseur (A) Senile Animal, l'album marque toutefois un retour du groupe vers des sonorités plus proches d'un stoner rock traditionnel, entre Led Zeppelin et Black Sabbath, et un éloignement des expérimentations bruitistes et doom menées sur certains albums précédents,.
Avant sa sortie, l'album a pu être écouté dans son intégralité sur la page MySpace du groupe.

## Titres
1. The Kicking Machine – 2:44
2. Billy Fish – 3:53
3. Dog Island – 7:32
4. Dies Iraea – 4:33
5. Suicide in Progress – 4:47
6. The Smiling Cobra – 3:43
7. Nude with Boots – 3:36
8. Flush – 1:07
9. The Stupid Creep – 1:31
10. The Savage Hippy – 3:34
11. It Tastes Better Than the Truth – 5:20

## Personnel
- King Buzzo - guitare, chant
- Dale Crover - batterie, chant
- Jared Warren - basse, chant
- Coady Willis - batterie, chant
- Toshi Kasai - enregistrement
- John Golden - mastering
- Mackie Osborne - Artwork
- Tom Hazelmyer - guitare additionnelle, chant et enregistrement sur The Savage Hippy